# Castropepe

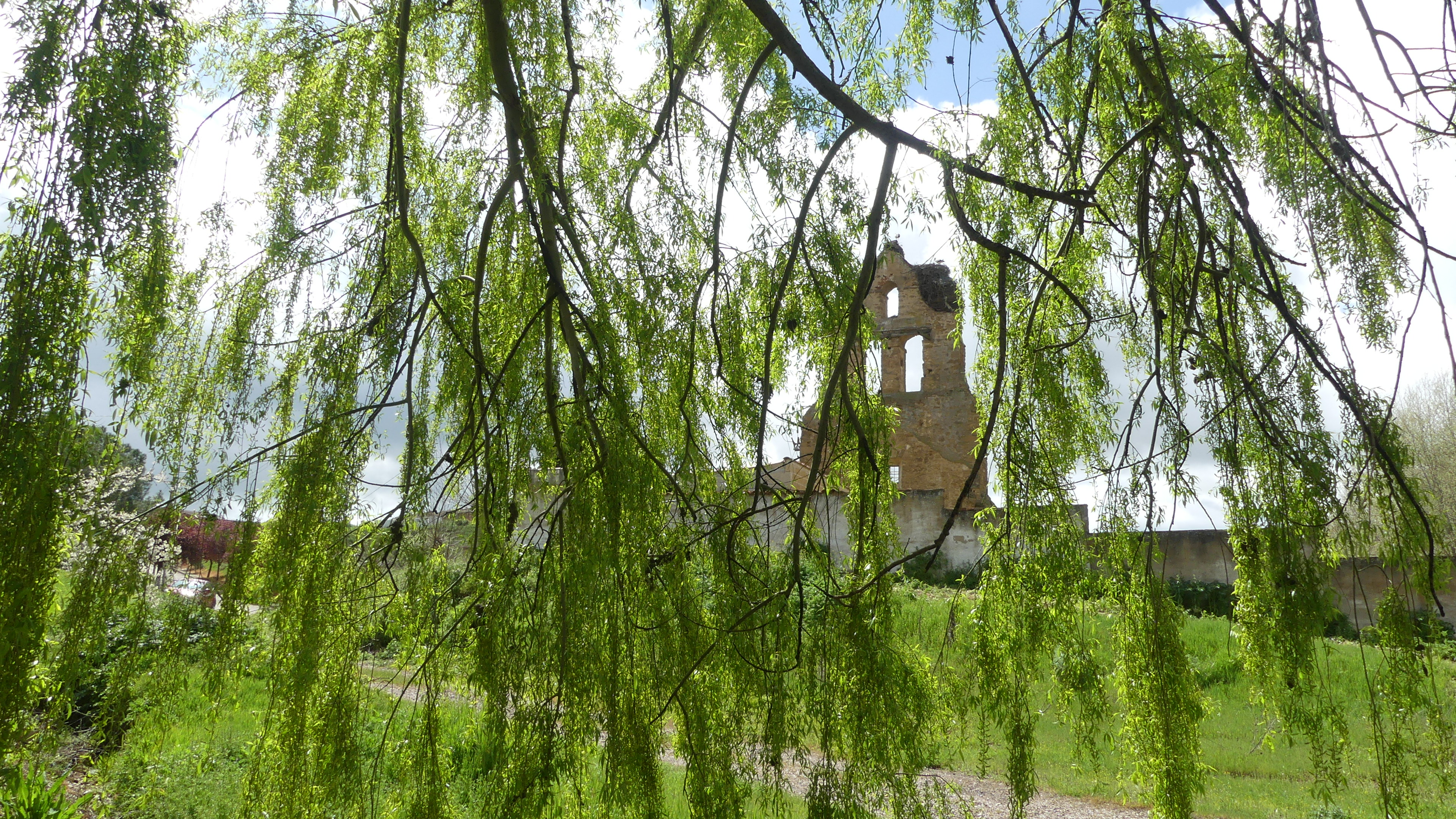
Antigua iglesia de Santa María Magdalena

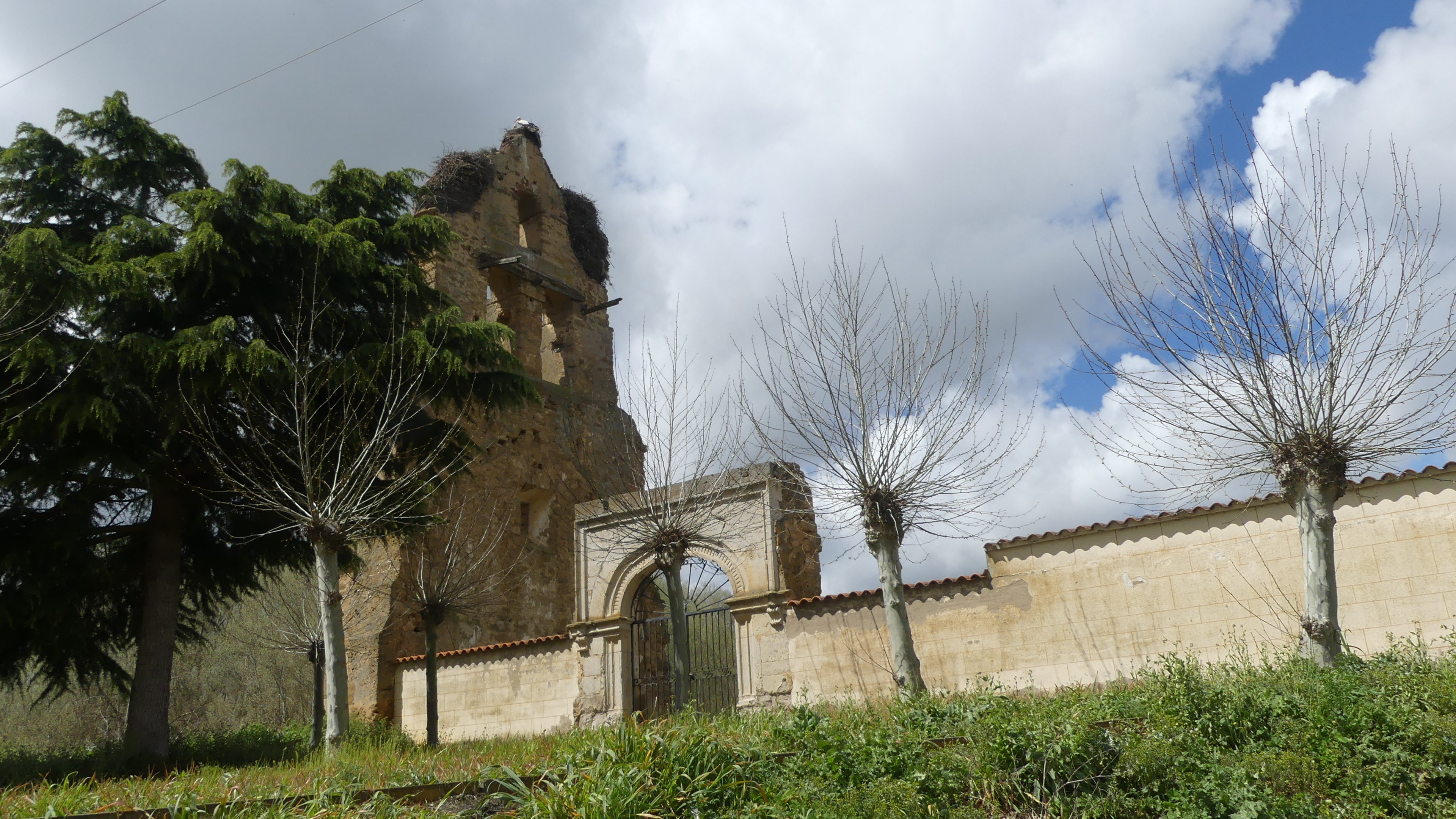
Antigua Iglesia Santa María Magdalena

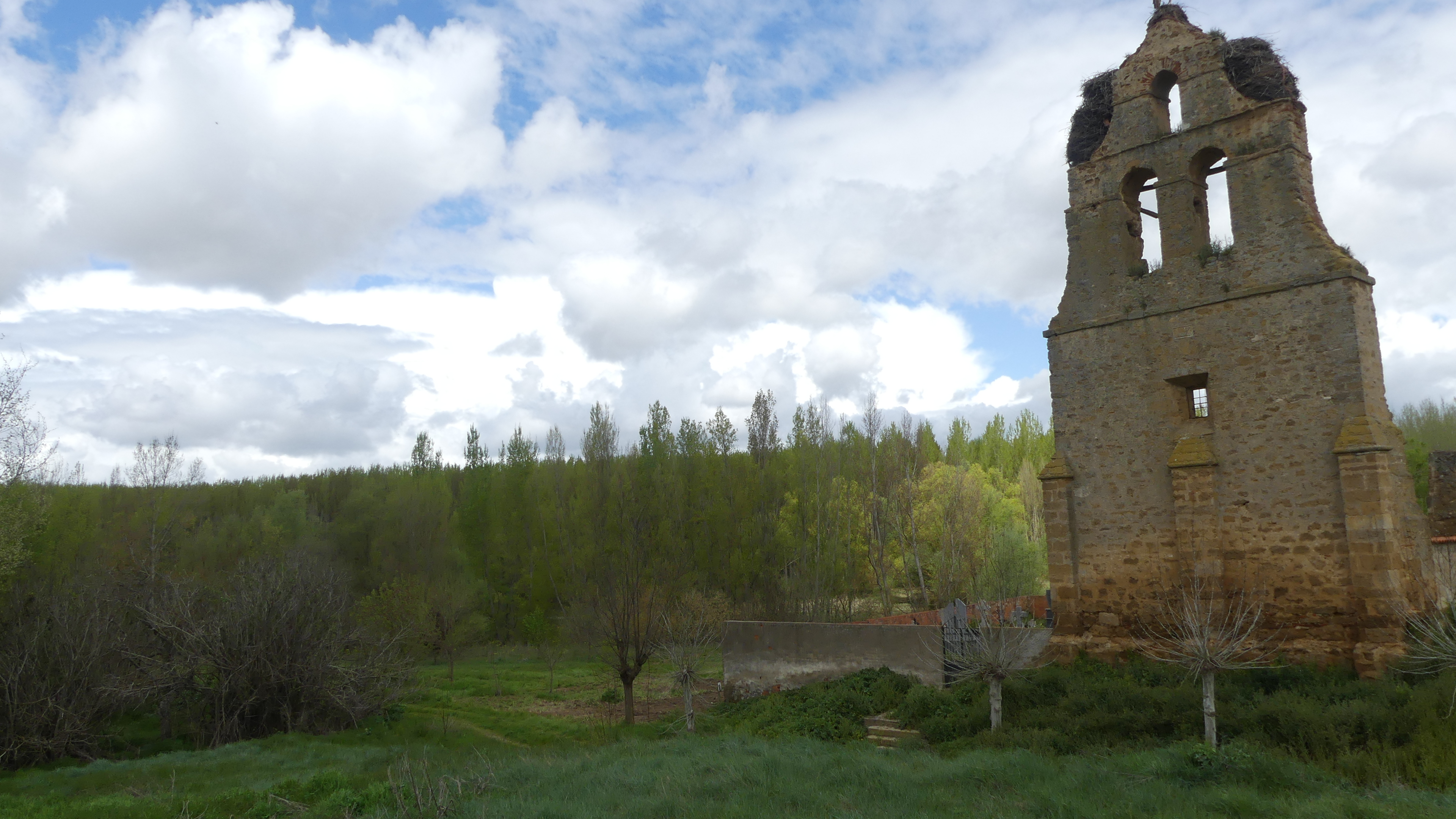
Espadaña. Antigua iglesia Santa María.Magdalena

Castropepe es una localidad del municipio de Villanueva de Azoague. Se encuentra al noroeste de la provincia de Zamora, en la comunidad autónoma de Castilla y León.

## Situación
Confina al NE con Castrogonzalo, al NO con Benavente, al O con Villanueva de Azoague, al SO con Barcial del Barco y al SE y E con Vidayanes y San Esteban del Molar respectivamente.

## Historia
Durante la Edad Media Castropepe quedó integrado en el Reino de León, cuyos monarcas habrían acometido la repoblación de la localidad una vez que la victoria de los ejércitos de Alfonso III en el año 878 en la batalla de la Polvorosa facilitó el avance hacia el sur del reino.
Durante la Edad Moderna, Castropepe fue una de las poblaciones que formó parte de la provincia de las Tierras del Conde de Benavente, encuadrándose dentro de esta en la Merindad de Allende el Río y la receptoría de Benavente.
No obstante, al reestructurarse las provincias y crearse las actuales en 1833, Castropepe pasó a formar parte de la provincia de Zamora, dentro de la Región Leonesa, quedando integrado en 1834 en el partido judicial de Benavente.
Finalmente, en torno a 1850, el antiguo municipio de Castropepe se integró en el de Villanueva de Azoague.

## Evolución demográfica
| 2000 | 2001 | 2002 | 2003 | 2004 | 2005 | 2006 | 2007 | 2008 | 2009 | 2010 | 2011 | 2012 |
| 70   | 75   | 74   | 70   | 73   | 72   | 66   | 70   | 71   | 75   | 70   | 64   | 62   |